# Годафосс
Го́дафосс (исл. Goðafoss — «Божий водопад») — один из самых известных и красивых водопадов Исландии, располагается на территории общины Тингейярсвейт в регионе Нордюрланд-Эйстра. Находится на севере острова к востоку от Акюрейри, на реке Скьяульвандафльоут.

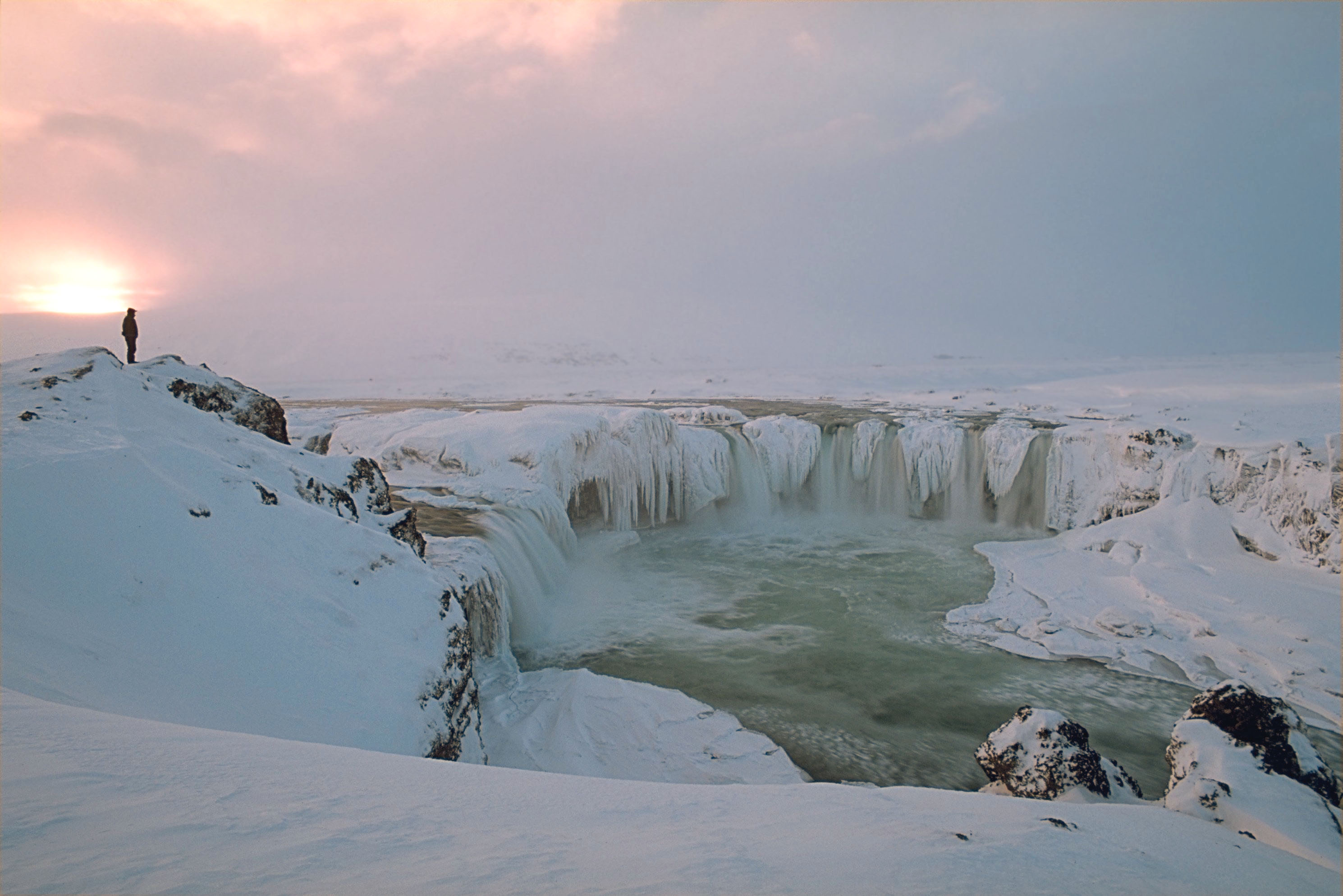
Зимний закат Солнца над водопадом

Годафосс всего 12 м высотой, но один из самых посещаемых туристами водопадов Исландии. Его ширина — около 30 м.
Водопад известен также тем, что в 999—1000 годах при принятии христианства жителями в водопад были сброшены языческие идолы. Отсюда и название водопада.